# 阿伊加尔德洛萨塞特罗斯
阿伊加尔德洛萨塞特罗斯，是西班牙卡斯蒂利亚-莱昂萨拉曼卡省的一个市镇。 总面积28平方公里，总人口183人（2001年），人口密度7人/平方公里。